# Der österreichische Film
Der österreichische Film – Edition Der Standard, auch Edition österreichischer Film, ist eine seit 2006 in bisher 19 Staffeln und insgesamt 400 DVDs veröffentlichte Auswahl österreichischer Spiel-, Dokumentar- und Experimentalfilme.
Sinn der Edition ist, populäre wie kaum bekannte, künstlerische wie kommerzielle österreichische Filme zu einem günstigen Preis verfügbar zu machen – darunter viele Filme, die erstmals im Handel erscheinen. Vorbild war die Cinemathek der Süddeutschen Zeitung, die internationale Filmklassiker beinhaltet. Auch der Preis ist mit 9,99 Euro so gut wie derselbe.
Herausgeber ist der Filmverlag Hoanzl, der die Auswahl in Zusammenarbeit mit der Tageszeitung Der Standard und dem Filmarchiv Austria vorgenommen hat und im Jahr 2006 die ersten 50 DVDs veröffentlicht hat. 2007 folgte die zweite 50-teilige Serie, und am 10. Oktober 2008 wurden weitere 25 Stück veröffentlicht. Jeweils 25 weitere Filme folgten von 2009 bis 2011, 2012 20 neue Filme. In den Jahren 2013 bis 2024 wurden der Reihe jeweils 15 weitere Filme hinzugefügt.

## Entstehungsgeschichte
Im Jahr 2004 trat Georg Hoanzl, Leiter der gleichnamigen Agentur und Vertriebsgesellschaft Hoanzl, an die Tageszeitung Der Standard heran, um Unterstützung bei der Gestaltung, Auswahl und Bewerbung einer 50-teiligen DVD-Serie, bestehend aus österreichischen Filmen, zu suchen. Angesichts zumeist geringer Erfolge österreichischer Filme an den Kinokassen mit oft weniger als 10.000 Besuchern überwog zunächst die Skepsis, ob für so ein Projekt überhaupt genügend Publikum vorhanden sei. Doch da Georg Hoanzl eigenen Angaben zufolge schon seit vielen Jahren, noch vor der Gründung seines auf österreichische Film-, Fernseh- und Kabarettproduktionen spezialisierten Vertriebsunternehmens, eine Filmedition dieser Art im Sinn hatte, ließ er sich von seinem Plan nicht abbringen. Mit Vorbild der Filmedition der Süddeutschen Zeitung sollte eine nur aus österreichischen Produktionen bestehende Edition geschaffen werden – die Auswahl der Filme oblag der Filmredaktion des Standard. Unterstützung holte man sich hierbei bei Ernst Kieninger vom Filmarchiv Austria, der die Auswahl mit historischen Fundstücken, etwa Avantgardefilmen der 1960er-Jahre, unterstützte. Die unternehmerischen Aufgaben, von der Rechteabklärung bis zum Vertrieb der DVDs, oblagen den Mitarbeitern von Hoanzl.
Das Projekt wurde vom Bundeskanzleramt, dem Österreichischen Filminstitut und dem Filmfonds Wien finanziell unterstützt.
Im Herbst 2007 wurde die Edition um weitere 50 Teile auf 100 DVDs erweitert. Hierbei erschienen zum Teil Filme, auf die bei der Endauswahl der 50 DVDs für den ersten Teil noch verzichtet werden musste, aber auch Filme, deren Veröffentlichung die Rechteinhaber aufgrund des großen Erfolgs der ersten Edition nun doch zustimmten. Unter den hinzugekommenen 50 DVDs befinden sich unter anderem alle sechs Teile der Alpensaga von Dieter Berner auf 3 DVDs sowie Peter Patzaks Kassbach und Florian Flickers No Name City.
Bei einer Pressekonferenz im Metro-Kino am 16. September 2008 wurde die Herausgabe einer dritten, diesmal 25-teiligen Staffel für den 10. Oktober 2008 angekündigt. Darauf sind 26 Lang- und 13 Kurzfilme zu finden. Erstmals sind hierbei auch drei österreichische Stummfilme aus den 20er-Jahren zu finden. Laut Hoanzl haben die bisherigen Teile der Edition eine Steigerung des Marktanteils österreichischer DVDs auf 6 % erhöht – 12 bis 18 % seien das Ziel.
In 450 Verkaufsstellen sowie über Direktverkauf und Online-Händler wurden bis September 2008 rund 500.000 DVDs verkauft. Per Oktober 2007 verkaufte sich jeder Titel bereits über 3.000 Mal, der meistverkaufte sogar insgesamt rund 9.000 Mal. Von der ersten 50-teiligen Staffel verkauften sich bis Oktober 2007 rund 1.500 Gesamtausgaben. Bis Ende 2009 wurden insgesamt bereits 900.000 DVDs aus der Edition verkauft. Bei einem Anteil von 0,1 % am gesamten DVD-Angebot in Österreich verfügt die Edition damit laut Filmwirtschaftsbericht 2010 über einen Anteil von 6 % bei den Verkäufen. Im September 2010, bei der Präsentation der nächsten Erweiterung der Edition auf 175 DVDs, wurde der Verkauf von insgesamt bereits 900.000 DVDs vermeldet.

## Auswahlkriterien
Bei der Auswahl der Filme achtete man darauf, eine möglichst große Bandbreite des österreichischen Filmschaffens der letzten Jahrzehnte abzudecken. Doch auch für die großen österreichischen Filmerfolge wie Hinterholz 8, Komm, süßer Tod oder Indien sollte Platz in der Edition sein. Nicht zuletzt sollten diese Filme eine größere Aufmerksamkeit auf die gesamte Edition ziehen und so auch weniger bekannte österreichische Filme ins öffentliche Bewusstsein rufen. Klassiker und frühe Werke heute bekannter Regisseure wie Michael Glawoggers Megacities oder Wolfgang Murnbergers Ich gelobe sind ebenso enthalten wie wenig bekannte, aber bedeutende Werke des österreichischen Films vergangener Jahrzehnte wie etwa Leo Tichats Die Verwundbaren.

## Filme

### Teil 1 – Nr. 1–50
Die ersten 50 DVDs der Edition erschienen im Jahr 2006 in zwei Ausgaben – 1 bis 25 und 26 bis 50:
1. Nordrand (1999, Regie: Barbara Albert)
2. Die Klavierspielerin (2001, Michael Haneke)
3. Hinterholz 8 (1998, Harald Sicheritz)
4. Exit ... Nur keine Panik (1980, Franz Novotny)
5. Schöne Tage (1981, Fritz Lehner)
6. Hundstage (2001, Ulrich Seidl)
7. Indien (1993, Paul Harather)
8. 1. Himmel oder Hölle (1990, Wolfgang Murnberger)
2. Ich gelobe (1994, Wolfgang Murnberger)
9. Heimkehr der Jäger (2000, Michael Kreihsl)
10. Kurzer Prozeß (1967, Michael Kehlmann)
11. Recycling Film History (Found-Footage-Filme):
  - Definitely Sanctus (1992, Sabine Hiebler/Gerhard Ertl)
  - Welt Spiegel Kino – Episode 1 (2005, Gustav Deutsch)
  - Passagen (1996, Lisl Ponger)
  - Mirror Mechanics (2005, Siegfried A. Fruhauf)
  - SOS Extraterrestria (1993, Mara Mattuschka)
  - To the Happy Few (2003, Thomas Draschan/Stella Friedrichs)
  - Verdrehte Augen (2002, Dietmar Brehm)
  - Blah Blah Blah (2006, Dietmar Brehm)
  - Happy End (1996, Peter Tscherkassky)
  - Outer Space (1999, Peter Tscherkassky)
  - passage à l’acte (1993, Martin Arnold)
12. In Schwimmen-zwei-Vögel (1997, Kurt Palm)
13. Die Praxis der Liebe (1985, Valie Export)
14. Heidenlöcher (1986, Wolfram Paulus)
15. Hotel (2004, Jessica Hausner)
16. Der Überfall (2000, Florian Flicker)
17. Echo Park (1986, Robert Dornhelm)
18. Die Siebtelbauern (1998, Stefan Ruzowitzky)
19. Nacktschnecken (2004, Michael Glawogger)
20. Angeschwemmt (1994, Nikolaus Geyrhalter)
21. Der Nachbar (1992, Götz Spielmann)
22. Im toten Winkel – Hitlers Sekretärin (2002, André Heller und Othmar Schmiderer)
23. 1. April 2000 (1952, Wolfgang Liebeneiner)
24. Ab morgen wird sich alles ändern (frühe Filme von ...)
  - Jugendliche (1971, Peter Patzak)
  - Freistadt (1976, Fritz Lehner)
  - Ab morgen wird sich alles ändern (1980, Andreas Gruber)
  - Wochenend (1981, Wolfram Paulus)
  - Der Ball (1982, Ulrich Seidl)
25. Komm, süßer Tod (2000, Wolfgang Murnberger)
26. Silentium (2004, Wolfgang Murnberger)
27. Die Ausgesperrten (1982, Franz Novotny)
28. Notturno (1986, Fritz Lehner)
29. Good News (1990, Ulrich Seidl)
30. Müllers Büro (1986, Niki List)
31. 38 – Auch das war Wien (1987, Wolfgang Glück)
32. Ausländer raus! – Schlingensiefs Container (2000, Paul Poet)
33. Megacities (1998, Michael Glawogger)
34. Totstellen (1975, Axel Corti)
35. Das Einhorn (1978, Peter Patzak)
36. Schamlos (1968, Eddy Saller)
37. Radetzkymarsch (1965, Michael Kehlmann)
38. Georg Elser – Einer aus Deutschland (1989, Klaus Maria Brandauer)
39. Der Stille Ozean (1983, Xaver Schwarzenberger)
40. Darwin’s Nightmare (2004, Hubert Sauper)
41. Wienfilm 1896–1976 (1976, Ernst Schmidt jr.)
42. Muttertag (1993, Harald Sicheritz)
43. Die Verwundbaren (1967, Leo Tichat)
44. 1. Wienerinnen (1952, Curt Stenvert)
2. Der Rabe (1951, Curt Stenvert, Wolfgang Kudrnofsky)
45. Die Ministranten (1990, Wolfram Paulus)
46. Postadresse: 2640 Schlöglmühl (1990, Egon Humer)
47. Jenseits des Krieges (1996, Ruth Beckermann)
48. Kotsch (2006, Helmut Köpping)
49. Speak Easy (Kurzfilme):
  - Sonnenflecken (1998, Barbara Albert)
  - Ägypten (1997, Kathrin Resetarits)
  - automatic (2002, Josef Dabernig/G.R.A.M.)
  - Die schwarze Sonne (1992, Johannes Hammel)
  - Flora (1996, Jessica Hausner)
  - Speak Easy (1997, Mirjam Unger)
  - Copy Shop (2001, Virgil Widrich)
50. Staatsoperette (1977, Franz Novotny)

### Teil 2 – Nr. 51–100
Der zweite, 50 DVDs umfassende Teil der Edition erschien im Herbst 2007.
1. Den Tüchtigen gehört die Welt (1982, Regie: Peter Patzak)
2. Der siebente Kontinent (1989, Michael Haneke)
3. Welcome in Vienna (1986, Axel Corti)
4. Mann im Schatten (1961, Arthur Maria Rabenalt)
5. Slumming (2006, Michael Glawogger)
6. Vollgas (2002, Sabine Derflinger)
7. Mit Verlust ist zu rechnen (1992, Ulrich Seidl)
8. Sei zärtlich, Pinguin (1982, Peter Hajek)
9. Flucht ins Schilf (1953, Curt Stenvert)
10. Blue Moon (2002, Andrea Maria Dusl)
11. Das weiße Rauschen (2001, Hans Weingartner)
12. Weiningers Nacht (1989, Paulus Manker)
13. Malambo (1984, Milan Dor)
14. Erinnerungen an ein verlorenes Land (1988, Manfred Neuwirth)
15. Charms Zwischenfälle (1996, Michael Kreihsl)
16. Raffl (1984, Christian Berger)
17. 1. Das ist alles (2001, Tizza Covi, Rainer Frimmel)
2. Babooska (2005, Rainer Frimmel, Tizza Covi)
18. Böse Zellen (2003, Barbara Albert)
19. Drinnen und draußen (1983, Andreas Gruber)
20. Die papierene Brücke (1987, Ruth Beckermann)
21. The Gift of Sound and Vision (diverse Musikvideos)
22. Nachsaison (1988, Wolfram Paulus)
23. Zeitsprung (Wilhelm Gaube)
24. Wanted (1999, Harald Sicheritz)
25. No Name City (2006, Florian Flicker)
26. Die Alpensaga:
1. Liebe im Dorf (1976, Dieter Berner)
2. Der Kaiser am Lande (1977, Dieter Berner)
27. Die Alpensaga:
3. Das große Fest (1977, Dieter Berner)
4. Die feindlichen Brüder (1978, Dieter Berner)
28. Die Alpensaga:
5. Der deutsche Frühling (1979, Dieter Berner)
6. Ende und Anfang (1980, Dieter Berner)
29. We Feed the World (2005, Erwin Wagenhofer)
30. Der Schüler Gerber (1981, Wolfgang Glück)
31. Die weiße Stadt (1980, Michael Kehlmann)
32. Moos auf den Steinen (1968, Georg Lhotzky)
33. Kassbach (1979, Peter Patzak)
34. Der Fall Jägerstätter (1971, Axel Corti)
35. Operation Spring (1999, Angelika Schuster, Tristan Sindelgruber)
36. 71 Fragmente einer Chronologie des Zufalls (1994, Michael Haneke)
37. Haider lebt – 1. April 2021 (2002, Peter Kern)
38. Exit II (1995, Franz Novotny)
39. Asphalt (1951, Harald Röbbeling)
40. Ravioli (2003, Peter Payer)
41. Sonne halt! (1962, Ferry Radax)
42. Jedermanns Fest (2002, Fritz Lehner)
43. Malaria (1982, Niki List)
44. Jesus von Ottakring (1976, Wilhelm Pellert)
45. Antares (2004, Götz Spielmann)
46. 1. Der Schnitt durch die Kehle (2003, Kurt Palm)
2. Der Wadenmesser (2005, Kurt Palm)
47. Halbe Welt (1993, Florian Flicker)
48. 1. Hat Wolff von Amerongen Konkursdelikte begangen? (2004, Gerhard Friedl)
2. Knittelfeld – Stadt ohne Geschichte (1997, Gerhard Friedl)
49. Geschichten aus dem Wienerwald (1979, Maximilian Schell)
50. Der Traum der bleibt (1997, Leopold Lummerstorfer)

### Teil 3 – Nr. 101–125
Am 10. Oktober 2008 wurde der dritte Teil der Edition, die Nummern 101 bis 125, veröffentlicht. Er umfasst 25 DVDs mit 26 Lang- und 13 Kurzfilmen.
1. Die Fälscher (2007, Regie: Stefan Ruzowitzky)
2. Hallo Dienstmann (1952, Franz Antel)
3. Zechmeister (1981, Angela Summereder)
4. Immer nie am Meer (2007, Antonin Svoboda)
5. Café Elektric (1927, Gustav Ucicky)
6. 1. Attwengerfilm (1994, Wolfgang Murnberger)
2. Attwenger Adventure (2007, Markus Kaiser-Mühlecker)
7. Die letzte Runde (1983, Peter Patzak)
8. Models (1999, Ulrich Seidl)
9. Heile Welt (2007, Jakob M. Erwa)
10. Perfekt (Experimentalfilme von Dietmar Brehm)
11. Abenteuer in Wien (1952, Emile E. Reinert)
12. Suzie Washington (1998, Florian Flicker)
13. Mein Boss bin ich – Die Trilogie (alle Niki List)
  - Mama lustig ...? (1984)
  - Muß denken (1992)
  - Mein Boss bin ich (2000)
14. Crash Test Dummies (2005, Jörg Kalt)
15. Das Jahr nach Dayton (1997, Nikolaus Geyrhalter)
16. Poppitz (2002, Harald Sicheritz)
17. Aus der Zeit (2006, Harald Friedl)
18. Die Ameisenstraße (1995, Michael Glawogger)
19. Die Stadt ohne Juden (1924, Hans Karl Breslauer)
20. Hermes Phettberg, Elender (2007, Kurt Palm)
21. Im Spiegel der Maya Deren (2002, Martina Kudláček)
22. Fleischwolf (1990, Houchang Allahyari)
23. Gehfilmen (1994, Thomas Baumann, Martin Kaltner)
24. Sodom und Gomorrha (1922, Michael Kertész)
25. In 3 Tagen bist du tot (2006, Andreas Prochaska)

### Teil 4 – Nr. 126–150
Am 16. Oktober 2009 wurde der vierte Teil der Edition, die Nummern 126 bis 150, veröffentlicht.
1. Revanche (2008, Götz Spielmann)
2. Import Export (2007, Ulrich Seidl)
3. Hasenjagd – Vor lauter Feigheit gibt es kein Erbarmen (1994, Andreas Gruber)
4. März (2008, Händl Klaus)
5. Fallen (2006, Barbara Albert)
6. Workingman’s Death (2005, Michael Glawogger)
7. Der Hofrat Geiger (1947, Hans Wolff)
8. Tempo (1996, Stefan Ruzowitzky)
9. 1. Das wirst du nie verstehen (2003, Anja Salomonowitz)
2. Kurz davor ist es passiert (2006, Anja Salomonowitz)
10. Eine blassblaue Frauenschrift (1984, Axel Corti)
11. Franz Fuchs – Ein Patriot (2007, Elisabeth Scharang)
12. Kinopioniere (Kurzstummfilme und -fragmente zwischen 1908 und 1918 von: Johann Schwarzer, Felix Dörmann, Hans Otto Löwenstein, Josef Zeitlinger, Rudolf J., Walter, Fritz Freisler, Heinz Hanus, Jakob Fleck, Luise Kolm, Georg Kundert)
13. Lovely Rita (2000, Jessica Hausner)
14. Fremdland – Frühe Filme (frühe Kurzfilme von Götz Spielmann)
  - Fremdland (1984)
  - Abschied von Hölderlin (1985)
  - Vergiss Snider! (1987)
15. Ekstase (1933, Gustav Machatý)
16. MA 2412 – Die Staatsdiener (2003, Harald Sicheritz)
17. Schmutz (1985, Paulus Manker)
18. Die Wahlkämpfer (1986, Helmut Grasser)
19. Die Arbeitersaga, Teile 1 & 2 (1988–1990, Dieter Berner)
20. Die Arbeitersaga, Teile 3 & 4 (1988–1990, Dieter Berner)
21. Der Bockerer (1981, Franz Antel)
22. Taxi für eine Leiche (2002, Wolfgang Murnberger)
23. Cappuccino Melange (1992, Paul Harather)
24. Gebürtig (2002, Lukas Stepanik, Robert Schindel)
25. Unser täglich Brot (2005, Nikolaus Geyrhalter)

### Teil 5 – Nr. 151–175
Am 8. Oktober 2010 wurde der fünfte Teil der Edition, die Nummern 151 bis 175, veröffentlicht.
1. Der Knochenmann (2009, Wolfgang Murnberger)
2. Caché (2005, Michael Haneke)
3. Mein halbes Leben (2008, Marko Doringer)
4. Einstweilen wird es Mittag (1988, Karin Brandauer)
5. In 3 Tagen bist du tot 2 (2008, Andreas Prochaska)
6. Meine liebe Republik (2006, Elisabeth Scharang)
7. Der Kulterer (1974, Vojtěch Jasný)
8. In die Welt (2008, Constantin Wulff)
9. Spiele Leben (2005, Antonin Svoboda)
10. Kopfstand (1981, Ernst Josef Lauscher)
11. Universalove (2008, Thomas Woschitz)
12. Vienna’s Lost Daughters (2007, Mirjam Unger)
13. Hiob (1979, Michael Kehlmann)
14. Freispiel (1995, Harald Sicheritz)
15. Tierische Liebe (1995, Ulrich Seidl)
16. Saturn-Filme (1906–1911, Johann Schwarzer)
17. I love Vienna (1991, Houchang Allahyari)
18. Der Kopf des Mohren (1995, Paulus Manker)
19. Der letzte Werkelmann (1971, Jörg A. Eggers)
20. Kleine Fische (2009, Marco Antoniazzi)
21. Ein halbes Leben (2008, Nikolaus Leytner)
22. 1. Ceija Stojka – Porträt einer Romni (Ceija Stojka) (1999, Karin Berger)
2. Unter den Brettern hellgrünes Gras (2005, Karin Berger)
23. Falco – Verdammt, wir leben noch! (2008, Thomas Roth)
24. Gangster Girls (2008, Tina Leisch)
25. Let’s Make Money (2008, Erwin Wagenhofer)

### Teil 6 – Nr. 176–200
Am 7. Oktober 2011 wurde der sechste Teil der Edition, die Nummern 176 bis 200, veröffentlicht.
1. Die verrückte Welt der Ute Bock (2010, Houchang Allahyari)
2. Der Räuber (2010, Benjamin Heisenberg)
3. Lourdes (2009, Jessica Hausner)
4. Das Dorf an der Grenze 1–3 (1982, Fritz Lehner)
5. Auf allen Meeren (2001, Johannes Holzhausen)
6. Sidonie (1990, Karin Brandauer)
7. The End of the Neubacher Project (2006, Marcus J. Carney)
8. Contact High (2009, Michael Glawogger)
9. Hurensohn (2004, Michael Sturminger)
10. Kronen Zeitung – Tag für Tag ein Boulevardstück (2002, Nathalie Borgers)
11. Glockner – Der schwarze Berg (2000, Georg Riha)
12. St. Stephan – Der lebende Dom (1997, Georg Riha)
13. Benny’s Video (1992, Michael Haneke)
14. La Pivellina (2009, Tizza Covi, Rainer Frimmel)
15. Pripyat (1999, Nikolaus Geyrhalter)
16. Ilona und Kurti (1991, Reinhard Schwabenitzky)
17. Blutrausch (1997, Thomas Roth)
18. 1. Im Museum (1993, Werner Kofler)
2. T4 – Hartheim 1 (1988, Andreas Gruber, Egon Humer, Johannes Neuhauser)
19. Sonnenstrahl (1933, Paul Fejos)
20. Das Fest des Huhnes (1992, Walter Wippersberg)
21. Qualtingers Wien (1997, Harald Sicheritz)
22. Rammbock (2010, Marvin Kren)
23. Karambolage (1983, Kitty Kino)
24. Rimini (2009, Peter Jaitz)
25. Film als Ereignis, Film als Sprache, Denken als Film (2002, Peter Kubelka)

### Teil 7 – Nr. 201–220
Am 5. Oktober 2012 wurde der siebte Teil der Edition, die Nummern 201 bis 220, veröffentlicht.
1. Die unabsichtliche Entführung der Frau Elfriede Ott (2010, Andreas Prochaska)
2. Michael (2011, Markus Schleinzer)
3. Ein Augenblick Freiheit (2008, Arash T. Riahi)
4. Herrenjahre (1983, Axel Corti)
5. Klimt (2006, Raúl Ruiz)
6. Mein bester Feind (2011, Wolfgang Murnberger)
7. Freigesprochen (2007/2008, Peter Payer)
8. Das Manifest (1974, Antonis Lepeniotis)
9. Villa Henriette (2004, Peter Payer)
10. Jesus, du weißt (2003, Ulrich Seidl)
11. Küchengespräche mit Rebellinnen (1984, Karin Berger, Elisabeth Holzinger, Lotte Podgornik, Lisbeth N. Trallori)
12. Homemad(e) (2001, Ruth Beckermann)
13. Gypsy Spirit: Harri Stojka, eine Reise (2010, Klaus Hundsbichler)
14. Der Atem des Himmels (2010, Reinhold Bilgeri)
15. Drei Herren (1998, Nikolaus Leytner)
16. Tag und Nacht (2010, Sabine Derflinger)
17. Nordwand (2008, Philipp Stölzl)
18. Karo und der liebe Gott (2006, Danielle Proskar)
19. Richtung Zukunft durch die Nacht (2002, Jörg Kalt)
20. Abendland (2011, Nikolaus Geyrhalter)

### Teil 8 – Nr. 221–235
Am 21. September 2013 wurde der achte Teil der Edition, die Nummern 221 bis 235, veröffentlicht.
1. Das weiße Band – Eine deutsche Kindergeschichte (2009, Michael Haneke)
2. Atmen (2011, Karl Markovics)
3. Die Vaterlosen (2011, Marie Kreutzer)
4. Grenzgänger (2012, Florian Flicker)
5. Whores’ Glory (2011, Michael Glawogger)
6. Die fetten Jahre sind vorbei (2004, Hans Weingartner)
7. Donauspital – SMZ Ost (2012, Nikolaus Geyrhalter)
8. 1. Stillleben (2012, Sebastian Meise)
2. Outing (2012, Sebastian Meise, Thomas Reider)
9. Wie man leben soll (2011, David Schalko)
10. Echte Wiener – Die Sackbauer-Saga (2008, Kurt Ockermüller)
11. Der Prinz von Arkadien (1932, Karl Hartl)
12. American Passages (2011, Ruth Beckermann)
13. Jugofilm (1997, Goran Rebic)
14. Plastic Planet (2009, Werner Boote)
15. Anfang 80 (2011, Gerhard Ertl, Sabine Hiebler)

### Teil 9 – Nr. 236–250
Am 3. Oktober 2014 wurde der neunte Teil der Edition, die Nummern 236 bis 250, veröffentlicht.
1. Paradies: Liebe (2012, Ulrich Seidl)
2. Die Wand (2012, Julian Roman Pölsler)
3. Lebenslinien:
1. Augustine – Das Herz in der Hand (1983, Käthe Kratz)
2. Elisabeth – Die Erde versinkt (1983, Käthe Kratz)
3. Marianne – Ein Recht für alle (1983, Käthe Kratz)
4. Marlene – Der amerikanische Traum (1987, Käthe Kratz)
5. Marlene – Wunden der Freiheit (1988, Käthe Kratz)
4. Meine keine Familie (2012, Paul-Julien Robert)
5. Soldate Jeannette (2013, Daniel Hoesl)
6. Der Glanz des Tages (2012, Tizza Covi, Rainer Frimmel)
7. More than Honey (2012, Markus Imhoof)
8. Die Viertelliterklasse (2005, Roland Düringer, Florian Kehrer)
9. Oh Yeah, She Performs! (2012, Mirjam Unger)
10. Die Werkstürmer (2013, Andreas Schmied)
11. Der Prozess (2011, Gerald Igor Hauzenberger)
12. Echte Wiener 2 – Die Deppat’n und die Gspritzt’n (2010, Barbara Gräftner)
13. Sickfuckpeople (2013, Juri Rechinsky)
14. Der Fall Wilhelm Reich (2012, Antonin Svoboda)
15. Liebe (2012, Michael Haneke)

### Teil 10 – Nr. 251–265
Am 9. Oktober 2015 wurde mit den Nummern 251 bis 265 der zehnte Teil der Edition veröffentlicht.
1. Amour Fou (2014, Jessica Hausner)
2. Der Letzte der Ungerechten (2013, Claude Lanzmann)
3. Paradies: Glaube (2012, Ulrich Seidl)
4. Alphabet (2013, Erwin Wagenhofer)
5. Macondo (2014, Sudabeh Mortezai)
6. Everyday Rebellion (2013, Arash T. Riahi & Arman T. Riahi)
7. Über-Ich und Du (2014, Benjamin Heisenberg)
8. High Performance – Mandarinen lügen nicht (2014, Johanna Moder)
9. Vorstadtvarieté – Die Amsel von Lichtental (1935, Werner Hochbaum)
10. Oktober November (2013, Götz Spielmann)
11. Talea (2013, Katharina Mückstein)
12. Die Mamba (2014, Ali Samadi Ahadi)
13. Little Alien (2009, Nina Kusturica)
14. Das Wunder von Kärnten (2011, Andreas Prochaska)
15. Blutgletscher (2013, Marvin Kren)

### Teil 11 – Nr. 266–280
Am 7. Oktober 2016 wurde mit den Nummern 266 bis 280 der elfte Teil der Edition veröffentlicht.
1. Ich seh Ich seh (2014, Veronika Franz und Severin Fiala)
2. Die große Liebe (1931, Otto Preminger)
3. Das finstere Tal (2014, Andreas Prochaska)
4. Über die Jahre (2015, Nikolaus Geyrhalter)
5. Gruber geht (2015, Marie Kreutzer)
6. Nachtschichten (2010, Ivette Löcker)
7. Von jetzt an kein Zurück (2015, Christian Frosch)
8. 1. Perfect Garden (2013, Mara Mattuschka, Chris Haring)
2. Stimmen (2014, Mara Mattuschka)
9. Und in der Mitte, da sind wir (2014, Sebastian Brameshuber)
10. Fegefeuer oder die Reise ins Zuchthaus (1988, Wilhelm Hengstler)
11. Risse im Beton (2014, Umut Dağ)
12. Struggle (2003, Ruth Mader)
13. Außer Rand und Band (Kurzfilme verschiedener Regisseure und Produktionsjahre)
14. Chucks (2015, Sabine Hiebler, Gerhard Ertl)
15. Paradies: Hoffnung (2012, Ulrich Seidl)

### Teil 12 – Nr. 281–295
Am 6. Oktober 2017 wurde mit den Nummern 281 bis 295 der zwölfte Teil der Edition veröffentlicht.
1. Die Geträumten (2015, Ruth Beckermann)
2. Toni Erdmann (2016, Maren Ade)
3. Das große Museum (2014, Johannes Holzhausen)
4. Maikäfer flieg (2016, Mirjam Unger)
5. Holz Erde Fleisch (2016, Sigmund Steiner)
6. Kater (2016, Händl Klaus)
7. Verkaufte Heimat (1989, Karin Brandauer, Gernot Friedel)
8. Proletarisches Kino in Österreich 1913–1924
9. Und Äktschn! (2014, Frederick Baker)
10. Lampedusa im Winter (2015, Jakob Brossmann)
11. Mister Universo (2016, Tizza Covi und Rainer Frimmel)
12. Fink fährt ab (1998, Harald Sicheritz)
13. Homo Sapiens (2016, Nikolaus Geyrhalter)
14. Funny Games (1997, Michael Haneke)
15. Das ewige Leben (2014, Wolfgang Murnberger)[8]

### Teil 13 – Nr. 296–310
Am 12. Oktober 2018 wurde mit den Nummern 296 bis 310 der 13. Teil der Edition veröffentlicht.
1. Wilde Maus (2017, Josef Hader)
2. Untitled (2017, Michael Glawogger, Monika Willi)
3. Hotel Rock’n’Roll (2016, Michael Ostrowski, Helmut Köpping)
4. L’Animale (2018, Katharina Mückstein)
5. 1918 – Augenblicke der Geschichte  (2017)
6. Die Liebhaberin (2016, Lukas Valenta Rinner)
7. Was uns bindet (2017, Ivette Löcker)
8. Die Hölle – Inferno (2017, Stefan Ruzowitzky)
9. Menschenfrauen (1979, Valie Export)
10. Wie die anderen (2015, Constantin Wulff)
11. Western (2017, Valeska Grisebach)
12. Im Keller (2014, Ulrich Seidl)
13. Bewegung in der Timeline, Kurzfilme
14. Vor der Morgenröte (2016, Maria Schrader)
15. Was hat uns bloß so ruiniert (2016, Marie Kreutzer)[9]

### Teil 14 – Nr. 311–325
Am 11. Oktober 2019 wurde mit den Nummern 311 bis 325 der 14. Teil der Edition veröffentlicht.
1. Die beste aller Welten (2017, Adrian Goiginger)
2. Die Kinder der Toten (2019, Kelly Copper, Pavol Liska)
3. Die Migrantigen (2017, Arman T. Riahi)
4. Welcome to Sodom (2018, Florian Weigensamer, Christian Krönes)
5. 3 Tage in Quiberon (2018, Emily Atef)
6. Gwendolyn (2017, Ruth Kaaserer)
7. Die Einsiedler (2016, Ronny Trocker)
8. Totschweigen (1994, Margareta Heinrich und Eduard Erne)
9. She did it her way (Maria Lassnig, Valie Export, Ashley Hans Scheirl, Ursula Pürrer, Linda Christanell, Katrina Daschner, Sabine Marte, Carola Dertnig, Kurdwin Ayub, Karin Berger)
10. 1. Aufbruch (2018, Ludwig Wüst) 
2. Das Haus meines Vaters (2013, Ludwig Wüst)
11. Bauer unser (2016, Robert Schabus)
12. Ciao Chérie (2017, Nina Kusturica)
13. Safari (2016, Ulrich Seidl)
14. Zerschlag mein Herz (2018, Alexandra Makarová)
15. Happy End (2017, Michael Haneke)[10]

### Teil 15 – Nr. 326–340
Am 2. Oktober 2020 wurde mit den Nummern 326 bis 340 der 15. Teil der Edition veröffentlicht.
1. Die Dohnal – Frauenministerin, Feministin, Visionärin (2020, Sabine Derflinger)
2. Arthur & Claire (2017, Miguel Alexandre)
3. Joy (2018, Sudabeh Mortezai)
4. Heimat ist ein Raum aus Zeit (2019, Thomas Heise)
5. Womit haben wir das verdient? (2018, Eva Spreitzhofer)
6. Licht (2017, Barbara Albert)
7. Bewegungen eines nahen Bergs (2019, Sebastian Brameshuber)
8. Die totale Familie (1981, Ernst Schmidt jr.)
9. Inland (2019, Ulli Gladik)
10. Mit Leib und Seele (1978, Käthe Kratz)
11. Waldheims Walzer (2018, Ruth Beckermann)
12. Shirley – Visions of Reality (2013, Gustav Deutsch)
13. Sehnsucht 202 (1932, Max Neufeld)
14. Murer – Anatomie eines Prozesses (2018, Christian Frosch)
15. Erde (2019, Nikolaus Geyrhalter)

### Teil 16 – Nr. 341–355
Im November 2021  wurde mit den Nummern 341 bis 355 der 16. Teil der Edition veröffentlicht.
1. Little Joe (2019, Jessica Hausner)
2. Dieser Film ist ein Geschenk (2019, Anja Salomonowitz)
3. Love Machine (2019, Andreas Schmied)
4. Gehört, Gesehen – Ein Radiofilm (2019, Jakob Brossmann, David Paede)
5. Erik & Erika (2018, Reinhold Bilgeri)
6. Das andere Leben (1948, Rudolf Steinboeck)
7. 1. Davos (2020, Daniel Hoesl, Julia Niemann)
2. Winwin (2016, Daniel Hoesl)
8. Cops (2018, Stefan A. Lukacs)
9. Elfie Semotan, Photographer (2019, Joerg Burger)
10. Ich oder du (1984, Dieter Berner)
11. Sie ist der andere Blick (2018, Christiana Perschon)
12. Angelo (2018, Markus Schleinzer)
13. 1. Die Tage wie das Jahr (2019, Othmar Schmiderer)
2. Im Augenblick – Die Historie und das Offene (2013, Othmar Schmiderer, Angela Summereder)
14. Styx (2018, Wolfgang Fischer)
15. The Trouble with Being Born (2020, Sandra Wollner)

### Teil 17 – Nr. 356–370
Im Oktober 2022  wurde mit den Nummern 356 bis 370 der 17. Teil der Edition veröffentlicht.
1. Aufzeichnungen aus der Unterwelt (2020, Tizza Covi und Rainer Frimmel)
2. Luzifer (2021, Peter Brunner)
3. Epicentro (2020, Hubert Sauper)
4. Hochwald (2020, Evi Romen)
5. Waren einmal Revoluzzer (2019, Johanna Moder)
6. Brot (2020, Harald Friedl)
7. Bretter, die die Welt bedeuten (1935, Kurt Gerron)
8. Lauf, Hase, lauf (1979, Alfred Ninaus)
9. Space Dogs (2019, Elsa Kremser und Levin Peter)
10. Canale Grande (1983, Friederike Pezold)
11. Beatrix (2021, Lilith Kraxner und Milena Cznernovsky)
12. Quo Vadis, Aida? (2020, Jasmila Žbanić)
13. 1. Arena besetzt (1977, Ruth Beckermann, Josef Aichholzer und Franz Grafl)
2. Auf amol a Streik (1978, Ruth Beckermann und Josef Aichholzer)
14. Jetzt oder morgen (2020, Lisa Weber)
15. Mutig in die neuen Zeiten: Im Reich der Reblaus, Nur keine Wellen, Alles anders (2005/2006/2007, Harald Sicheritz)

### Teil 18 – Nr. 371–385
Im Oktober 2023  wurde mit den Nummern 371 bis 385 der 18. Teil der Edition veröffentlicht.
1. Elfriede Jelinek – Die Sprache von der Leine lassen (2022, Claudia Müller)
2. Große Freiheit (2021, Sebastian Meise)
3. Vera (2022, Tizza Covi und Rainer Frimmel)
4. Corsage (2022, Marie Kreutzer)
5. Matter Out of Place (2022, Nikolaus Geyrhalter)
6. Sonne (2022, Kurdwin Ayub)
7. Fuchs im Bau (2020, Arman T. Riahi)
8. Für die Vielen – Die Arbeiterkammer Wien (2022, Constantin Wulff)
9. Kinderfilm (1985, Peter Schreiner)
10. Hiding in the Lights (2020, Katrina Daschner)
11. Moneyboys (2021, C. B. Yi)
12. Weiyena – Ein Heimatfilm (2020, Weina Zhao und Judith Benedikt)
13. Sargnagel – Der Film (2021, Sabine Hiebler und Gerhard Ertl)
14. Verschwinden / Izginjanje (2022, Andrina Mračnikar)
15. Geschichten vom Franz (2022, Johannes Schmid)

### Teil 19 – Nr. 386–400
Im Oktober 2024 wurde mit den Nummern 386 bis 400 der 19. Teil der Edition veröffentlicht.
1. Mit einem Tiger schlafen (2024, Anja Salomonowitz)
2. Mutzenbacher (2022, Ruth Beckermann)
3. Die Theorie von Allem (2023, Timm Kröger)
4. 27 Storeys: Alterlaa Forever (2023, Bianca Gleissinger)
5. Eismayer (2022, David Wagner)
6. Rotzbub: Der Deix Film (2021, Marcus H. Rosenmüller)
7. Wer hat Angst vor Braunau? (2023, Günter Schwaiger)
8. Die Kameraden des Koloman Wallisch (1984, Michael Scharang)
9. Herzausreisser: Neues vom Wienerlied (2008, Karin Berger)
10. Mein Satz (2022, Amina Handke)
11. Feminism WTF (2023, Katharina Mückstein)
12. Das Kind der Donau (1950, Georg Jacoby)
13. Stillstand (2023, Nikolaus Geyrhalter)
14. Die Vermieterin (2023, Sebastian Brauneis)
15. Archiv der Zukunft (2023, Joerg Burger)